# زعفران كوتشي
زعفران كوتشي (باللاتينية: Crocus kotschyanus) نوع نباتي ينتمي إلى جنس الزعفران من الفصيلة السوسنية.

## الموئل والانتشار
ينتشر في بلاد الشام وتركيا والقوقاز. في بلاد الشام، ينتشر في المناطق الجبلية العالية.